# Sigilmassasaurus brevicollis
Sigilmassasaurus brevicollis („ještěr ze Sigilmassy“ [starodávné marocké město]) byl potenciálně vědecky neplatný druh masožravého teropodního dinosaura z čeledi Spinosauridae, žijící v období rané svrchní křídy (geologický stupeň cenoman, asi před 100 až 94 miliony let) na území dnešního Maroka.
Odborná práce, vydaná v květnu roku 2020, shledává tento druh za formálně neplatný, ve skutečnosti se má jednat o mladší synonymum druhu Spinosaurus aegyptiacus.

## Historie

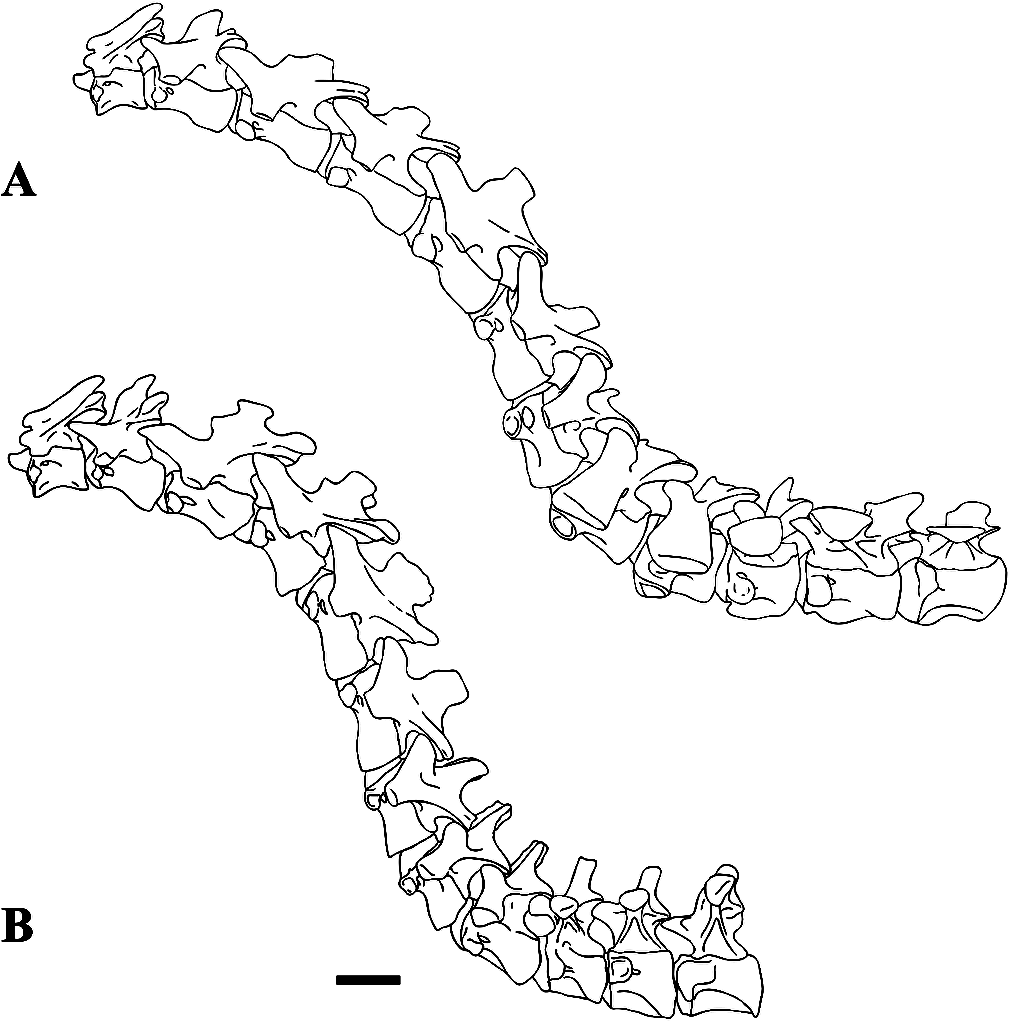
Rekonstrukce krční páteře teropodů rodu Sigilmassasaurus a Baryonyx.

Fosilie tohoto teropoda byly objeveny v sedimentech souvrství Kem Kem na území oázy Tafilalt přibližně na jihovýchodě Maroka. Holotyp dinosaura (kat. ozn CMN 41857) představuje pouze jeden krční obratel, jehož přesné systematické zařazení je nejisté. Druh S. brevicollis formálně popsal kanadský paleontolog Dale Russell v roce 1996, od té doby se však tento taxon stal předmětem spekulací o jeho validitě (vědecké platnosti). Studie z roku 2018 jeho platnost nicméně potvrzuje a řadí druh S. brevicollis spolu s velmi blízce příbuzným druhem Spinosaurus aegyptiacus do společného kladu Spinosaurini. Podle stejné odborné práce dokonce největší známý exemplář „spinosaura“ MSNM V4047 patří ve skutečnosti druhu S. brevicollis, což by z tohoto druhu činilo jednoho z největších známých teropodů vůbec.

## Paleoekologie
Sigilmassasaurus sdílel ekosystémy s několika dalšími obřími teropody, konkrétně rody Carcharodontosaurus, Spinosaurus, Deltadromeus a Bahariasaurus. Společně tito obří predátoři obývali delty tehdejších příbřežních nížin severní Afriky. Vzhledem k tomu, že by si potravně konkurovali, muselo u nich nejspíš dojít k rozdělení ekologických nik (živili se nejspíš jiným druhem potravy).